# Madonna z Dzieciątkiem (obraz w klasztorze Kanoników Laterańskich w Krakowie)
Madonna z Dzieciątkiem – gotycko-renesansowy obraz ukazujący Marię z małym Chrystusem na tle pejzażu. Namalowany został w latach 30. XVI stulecia. Obraz był królewską darowizną (prawdopodobnie od Zygmunta II Augusta) dla klasztoru Kanoników Regularnych Lateraneńskich przy kościele Bożego Ciała na Kazimierzu (obecnie dzielnica Krakowa). Według źródeł, w klasztorze znajdował się w 1571 roku. Przed 1786 rokiem obraz przemalowano, zaś w 1936 zdjęto barokowe nawarstwienia, później korony i koszulka okrywająca Jezusa. W źródłach oraz XIX-wiecznych inwentarzach obraz jest wzmiankowany jako dzieło niemieckiego artysty, w historiografii artystycznej określane jest jako dzieło powstałe w kręgu Lucasa Cranacha Starszego.

## Wygląd
Maria z Dzieciątkiem Jezus w asyście dwóch aniołków ukazani są na tle rozległego górzystego krajobrazu. Pośrodku stoi Maria ukazana en face, do wysokości kolan, stoi przed kamiennym parapetem. Ukazana została jako młoda kobieta, o krągłej twarzy, długich, szatynowych włosach o falujących kosmykach, delikatnie zaznaczonych łukach brwiowych, oczach i ustach. Na jej twarzy rysuje się lekki uśmiech. Odziana jest w czerwoną suknię i ciemnobłekitny płaszcz okrywający lewę ramię, prawie przedramię i kolana. Na brzegach płaszcza widoczna jest inskrypcja: SANCTA MARIA ORA P[RO] N[OBIS]. Przepasana białą wstęgą suknia ozdobiona jest delikatnym, przezroczystym dekoltem. Na głowie czarny diadem ozdobiony drobnymi perłami. Prawą ręką otwiera grubą księgę; na dwóch otwartych stronicach widać inicjały rozpoczynające akapity. Lekko podtrzymywane przez Marię nagie Dzieciątko ukazane jest w ruchu, próbuje nieśmiało postawić lewą nóżkę na parapecie. W przeciwieństwie do krótkich, gęstych ciemnych blond włosów, oczy, nos, usta są delikatnie modelowane. Na szyi ma kolię z korali. Swój wzrok kieruje w stronę widza. Po bokach stoją dwa aniołki o dziecięcych twarzach podobnych do oblicza Dzieciątka. Prócz księgi na parapecie leżą kwiaty róży i goździka oraz różaniec z korali. Sceneria krajobrazowo-architektoniczna tworzy rozległą głębię obrazu. Na dwóch wysokich, częściowo pokrytych roślinnością skalistych wzgórzach wznoszą się zamki o gotyckich formach. Po prawej stronie widać fragment gotyckiego miasta, po lewej zaś wędrujące po polanach konie i niewielkie postaci.

## Analiza
Znajdujący się obecnie za klauzurą klasztorną obraz Madonny z Dzieciątkiem stanowił niegdyś przedmiot kultu, co poświadczają usunięte w 1936 roku korony oraz koszulka okrywająca ciało Dzieciątka. Zachowały się do dziś zdjęcia wizerunku sprzed konserwacji, zaś po niej podjęto szereg badań mających na cel ustalić proweniencję dzieła oraz jego autorstwo. Początkowo wiązano Madonnę z Dzieciątkiem z kręgiem Lucasa Cranacha Starszego, natomiast teza o bezpośrednim udziale mistrza (podobieństwa do licznych dzieł Cranacha z lat 30. XVI wieku, rodzajowość ujęcia, otwarta księga, najprawdopodobniej Biblia) nie zyskała w pełni poparcia. Tym hipotezom przeciwstawia się przypuszczenie, w którym autorstwo Madonny z Dzieciątkiem przypisuje się krakowskiemu artyście, zainspirowanego twórczością Lucasa Cranacha Starszego. Leżące na parapecie kwiaty, oraz różaniec i korale mają symboliczną wymowę. Czerwony goździk jest w tym przedstawieniu symbolem czystej i głębokiej miłości Marii do Jezusa, kwiat czerwonej róży jest aluzją do Męki Pańskiej, natomiast korale różańca i kolia z koralików na szyi Dzieciątka odnoszą się do antycznej symboliki tego minerału, który miał chronić przed chorobami, w dobie średniowiecza interpretacja korala uległa poszerzeniu; miał chronić przed zarazą i pokusą grzechu.